# Aktives Zuhören
Unter aktivem Zuhören wird in der interpersonellen Kommunikation die gefühlsbetonte (affektive) Reaktion eines Gesprächspartners auf die Botschaft eines Sprechers verstanden. Der US-amerikanische Psychologe und Psychotherapeut Carl Rogers hat das aktive Zuhören erstmals als Werkzeug für die Klientenzentrierte Psychotherapie (Gesprächspsychotherapie) beschrieben. Seine von einem humanistischen Menschenbild geprägte Arbeit legt besonderen Wert auf Begegnung: Sie schließt die emotionale Ebene, nonverbale Äußerungen und gegenseitiges prinzipielles Wohlwollen ein.
Das aktive Zuhören grenzt sich auf der einen Seite von der weniger direktiven Echo-Technik ab, in der nur mechanistisch das letzte Wort des Gehörten wiederholt wird, und auf der anderen Seite von der direktiver wirkenden Paraphrase, welche den kognitiven Anteil der aufgenommenen Botschaft zurückgibt.

## Ziele
Die Ziele beim Einsatz des aktiven Zuhörens sind vielschichtig. Auf der interpersonellen Ebene – insbesondere der Beziehungsebene – sollen gegenseitiges Vertrauen aufgebaut und ein würdigender Umgang gefördert werden.
Im rhetorischen Bereich kann das aktive Zuhören dazu eingesetzt werden, Zeit zu gewinnen, den Gesprächspartner – im negativen Sinne – abzulenken, und einer gewaltfreien Kommunikation dienen. Weitere Gründe für aktives Zuhören lassen sich wie folgt zusammenfassen:
- Verminderung von Missverständnissen
- Verbesserung zwischenmenschlicher Beziehungen
- Förderung der Empathie
- Verbesserung von Problemlösungen
- Einfachere Verhaltenskorrektur
- Lernen durch Feedback.

## Zuhörmodelle
Neben einer Vielzahl deskriptiver Modelle werden in der wissenschaftlichen Literatur vor allem das Zuhörmodell von Rogers sowie das von Steil übernommen:

### Modell nach Carl R. Rogers

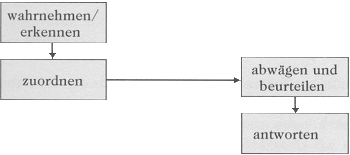
Vier Stufen des Hörens und Verstehens nach Rogers, bei Studer, 1994

Der US-amerikanische Psychotherapeut Carl R. Rogers veranschaulicht den Prozess des Hörens und Verstehens in vier Stufen in einer graphischen Darstellung. Sie bildet die Grundlage für einen weiteren Diskurs.

### WIBR-Modell nach Lyman K. Steil
In seinem Modell zur Veranschaulichung des Zuhörprozesses geht Steil ebenfalls von einer vierstufigen Entwicklung aus:
1. Wahrnehmung (W): Das interessensabhängige Hören, Begreifen von Körpersprache und Gesichtsausdruck.
2. Interpretation (I): Sinnerfassung und Deutung auf der Grundlage eigener Glaubenssätze und Erfahrungen.
3. Bewertung (B): Annahme oder Ablehnung aufgrund eigenen Wissens sowie eigener und gesellschaftlicher Wertvorstellungen, die durch Erfahrungen und Kultur geprägt sind.
4. Reaktion (R): In einer vom Zuhörer als angemessen empfundenen Form wird auf das Gesagte verbal oder nonverbal geantwortet. Dabei gilt das kommunikationstheoretische Axiom von Paul Watzlawick, nach dem auch Nicht-Verhalten als Kommunikation wahrgenommen wird.

Mögliche Fehlerquellen entstehen einerseits aus einem vorzeitigen Abbruch des intensiven Zuhörens. Andererseits können unangebrachte Antworten und fehlerhafte Verhaltensweisen entstehen, wenn der Zuhörer das jeweilige Ende einer Aussage gar nicht abwartet.

## Irrtümer über das Zuhören
Von der Fähigkeit des guten Zuhörens ist es wesentlich abhängig, wie effizient Botschaften übermittelt werden können. Zuhören stellt für die menschliche Kommunikation daher mehr als nur eine funktionale Notwendigkeit dar. Steil, Summerfield und DeMare stellen in ihrer Veröffentlichung zum Thema Aktives Zuhören (1986) dar, dass mehrere Irrtümer hierzu weit verbreitet sind:
1. Zuhören sei vor allem eine Sache der Intelligenz: Mit Hilfe wissenschaftlicher Untersuchungen konnte diese These nicht bestätigt werden. Allerdings wurde festgestellt, dass sehr aktive und einsatzfreudige Menschen auf Grund ihrer intensiven Zielstrebigkeit häufig die schlechteren Zuhörer sind.
2. Zuhören sei eng mit dem Hörvermögen verbunden: Nur bei erheblichem Verlust des Hörvermögens wird die Fähigkeit des Zuhörens stark beeinträchtigt. Hiervon betroffen sind in der Regel jedoch nur Menschen mit alters- oder krankheitsbedingten physischen und/oder psychischen Defekten im Hörapparat.
3. Tägliches Zuhören ersetze das Üben: Obwohl das Zuhören für beinahe jeden Menschen normal ist, wird die durchschnittliche Zuhörleistung nur mit etwa 25 Prozent beziffert. Diese kann auch durch vermehrtes Zuhören nicht signifikant verbessert werden, wenn nicht gleichzeitig die dahinter stehenden Kommunikationsgewohnheiten grundsätzlich geändert werden.
4. Da der gebildete Mensch in schulischer Ausbildung bereits Aufmerken, Lesen und Schreiben gelernt habe, wüsste er auch, wie man richtig zuhört: Diese Annahme führt dazu, dass die Fähigkeit zum effektiven Zuhören als erlernbare Fähigkeit von den Bildungssystemen vernachlässigt wird.
5. Lesen zu lernen sei wichtiger als Zuhören zu lernen: Der Mensch nimmt auditiv etwa dreimal so viel Informationen auf wie per Schrift. Da der menschliche Hörapparat an sich im Gegensatz zum Auge zudem in der Lage ist, ohne Ermüdung ununterbrochen Signale aufzunehmen und weiterzuleiten, vertieft die pädagogische Betonung des geschriebenen Wortes den falschen Kanal.
6. Gutes Zuhören sei eine Sache des Willens: Willenskraft ist für Empathie und Verständnis nicht elementar erforderlich. Die willentliche und bewusste Auseinandersetzung mit dem Gegenüber weist vielmehr einen starken Zusammenhang mit Freundlichkeit und innerer Zuwendung auf.
7. Zuhören sei passiv und erfordere weder Geschick noch Anstrengung: Das Gelingen einer guten Kommunikation hängt nach Prof. Lyman K. Steil zu 51 Prozent vom Zuhörer ab. Wird unter Zuhören nicht nur die rein akustische Aufnahme der Botschaft verstanden, sondern auch das inhaltliche Erfassen, wird deutlich, dass das Zuhören ein ebenso aktiver Prozess ist wie der des Sprechens.

Diese Irrtümer haben lange verhindert, dass der Prozess des Zuhörens auf wissenschaftlicher Grundlage erforscht wurde. Es ist vor allem der Psychologie zu verdanken, dass operationalisierte Zuhörtechniken entwickelt wurden.

## Leitlinien für das aktive Zuhören

### Nach Rogers
Wesentliche Elemente nach Rogers sind folgende drei Axiome, die er auch für die nondirektive Gesprächsführung im therapeutischen Rahmen postuliert:
1. Empathische und offene Grundhaltung
2. Authentisches und kongruentes Auftreten
3. Akzeptanz und positive Beachtung der anderen Person.

Nach Rogers wird das Verstehen des Sprechers weiterhin wie folgt unterstützt:
- Sich auf das Gegenüber einlassen, konzentrieren und dies durch die eigene Körperhaltung ausdrücken
- Mit der eigenen Meinung zurückhaltend umgehen
- Nachfragen bei Unklarheiten
- Zuhören heißt nicht gutheißen
- Pausen aushalten, sie können ein Zeichen für Unklarheiten, Angst oder Ratlosigkeit sein
- Auf die eigenen Gefühle achten
- Die Gefühle des Partners erkennen und ansprechen
- Bestätigende kurze Äußerungen
- Geduld haben und den Sprecher nicht unterbrechen, ausreden lassen
- Blickkontakt halten
- Sich durch Vorwürfe und Kritik nicht aus der Ruhe bringen lassen
- Empathie ausüben und sich innerlich in die Situation des Sprechers versetzen.

### Nach Reiman und Thies-Sprinthall
Die Autoren Reiman und Thies-Sprinthall haben 1997 acht Leitlinien für die Anwendung des aktiven Zuhörens in der pädagogischen Ausbildung entwickelt (Großzitat):

„
1. Mache dir bewusst, dass angehende Lehrer und Lehramtsstudierende wahrscheinlich viele starke Gefühle hegen, wenn sie ihre Reise als Lehrer antreten. Wenn der Mentor oder die Mentorin das Vertrauen des angehenden Lehrers gewinnen kann, stellen sich viele Gelegenheiten zum aktiven Zuhören ein.
2. Versuche herauszufinden, wann aktives Zuhören angesagt ist. Wenn die Mitteilung des Kollegen keine besondere Besorgnis erkennen lässt, ist aktives Zuhören vielleicht gar nicht notwendig. Es ist jedoch wichtig, wenn Du ihm bewusst und ernsthaft helfen willst.
3. Fasse dich immer so kurz wie möglich, wenn Du dein Verständnis der Gedanken, Gefühle oder Sorgen deines Kollegen ausdrückst oder Nachfragen stellst; weniger ist mehr. Die bloße Wiederholung der Worte des anderen ist oft wenig hilfreich.
4. Sei dir bewusst, dass die Fähigkeit zum aktiven Zuhören Zeit benötigt, um sich zu entwickeln. Am Anfang kommt man sich oft sehr hölzern und ungemütlich in seiner Rolle vor. Akzeptiere dieses Gefühl als Teil des Lernprozesses.
5. Lerne, sorgenvollen Äußerungen von Kollegen aktiv zuzuhören und ihnen notwendige Rückmeldungen zu geben. Wenn dir keine notwendige und wichtige Information einfällt, dann höre lieber schweigend zu, statt Überflüssiges zu sagen.
6. Respektiere Vertraulichkeit. Aktives Zuhören ermutigt Kollegen, sich zu öffnen. Mach dir klar, dass das, worüber geredet wird, vertraulich ist.
7. Vertraue auf die Fähigkeit deiner Kollegen (Praktikanten, Referendare), Probleme selbst zu lösen. Es ist wichtig, durch das Stellen von Aufgaben Lernprozesse anzuregen und durch Beratung zu unterstützen; aber zum effektiven Lernen gehört, Problemlösungen selbst zu suchen und auszuprobieren.
8. Mache dir klar, dass aktives Zuhören Kraft kostet. Wenn deine „Batterien“ gerade schwach sind, wird dir aktives Zuhören sehr schwerfallen. In einem solchen Fall ist es weise, sich für einen anderen Zeitpunkt zu verabreden.“

## Mittel
Um aktiv zuzuhören, werden dem Sprecher vor allem affektive, d. h. emotionale Anteile der gehörten Botschaft wiedergegeben. Dazu sind sowohl nonverbale Aufmerksamkeitsreaktionen als auch verbale Aussagen hilfreich. Es kommt nicht darauf an, die aufgenommene Botschaft 1:1 wiederzugeben oder sachliche Bestandteile richtig zu interpretieren.
1. Nonverbale Kommunikation: Nicken, Blickkontakt, Hinwendung des Oberkörpers und des Kopfes und Mimik. Menschen mit ausgeprägter Gestik können auch mit Händen und Armen aktiv zuhören.
2. Sprache: Kurze Bestätigungslaute (z. B. „Ah!“, „Mhm.“, „Ach?!“) mit emotionaler Betonung, fragendem Anteil und die Vielzahl möglicher kurzer Rückfragen (z. B. „Das wurde so gesagt?“, „Wie bitte?!“, „Das ist interessant.“, „Und wie fühlen Sie sich dabei?“) stellen eine breite Basis für das aktive Zuhören dar. Eine affektiv betonte Zusammenfassung darf ebenfalls noch als aktives Zuhören gelten, soweit ihr keine ausgesprochene kognitive Wertung mitgegeben wird.

Der Hinweis auf die Paraphrase oder die Paraphrasierung mit ihren kognitiven Anteilen einer Rückkopplung als ein vermeintliches Mittel durchbricht die eigentliche Bedeutung des aktiven Zuhörens in seiner präzisen Funktion zur emotionalen Unterstützung des Anderen.

## Verbreitung
Das aktive Zuhören ist spezieller Bestandteil der so genannten nondirektiven Gesprächsführung nach Rogers, des so genannten Drei-Schritt-Interviews im Bereich Kooperatives Lernen sowie im Allgemeinen jeder vollständigen Ausbildung im Bereich zwischenmenschlicher Kommunikation, Mediation oder Menschenführung. Es wird weltweit sowohl auf universitärer Ebene in Fachkursen für die Studienbereiche der Geisteswissenschaften, der Medizin, Rechtswissenschaften und spezieller Betriebswirtschaftslehre (hier insb. im Bereich persönlicher Verkauf) als auch privatwirtschaftlich in einer unübersehbaren Anzahl von Zusammenhängen vermittelt. Verwandt sind auch die Methoden der Validation in der Altenarbeit.
Das aktive Zuhören wird neben den klassischen Feldern der Familien- und Sozialarbeit, der Psychotherapie und im Bereich der Personalentwicklung auch häufig eingesetzt, um interkulturelle Hürden zu überwinden, für die Ausbildung von Schulschlichtern sowie zur Vorbereitung auf die Kommunikation mit gewaltbereiten Personen in der Polizeiarbeit (Deeskalationsstrategien). Außerdem wird es zunehmend im pflegerischen Bereich und für das allgemeine ärztliche Gesprächsverhalten vermittelt.

## Methodische Begleitung
Weitere Gesprächsförderer für ein einfühlsames Gespräch, eine Kontroverse oder missverständliche Kommunikation im Zusammenhang mit aktivem Zuhören sind die konsequente Trennung von wünschenswerter Ich-Botschaft und häufig wertender Du-Botschaft sowie die Wahl einer angemessenen Gesprächssituation (Setting).